# جون راسموسن
جون راسموسن (بالسويدية: Johan Rasmussen)‏ هو متزلج قفز سويدي، ولد في 18 يوليو 1970 في بوروس في السويد.

## وصلات خارجية
- جون راسموسن على موقع الاتحاد الدولي للتزلج (القفز التزلجي) (الإنجليزية)
- جون راسموسن على موقع أوليمبيديا (الإنجليزية)
- جون راسموسن على موقع اللجنة الأولمبية السويدية (السويدية)